# 駱炫銘
駱炫銘（2006年10月3日—），臺灣童星。曾在2011年新絲路模特兒比賽中獲得「台灣區兒童組第五名」。演出公視《小孩大人》引起矚目，並以該劇獲2012年第17屆亞洲電視節最佳男配角。

## 電影
| 年份   | 作品         | 角色   |
| ------ | ------------ | ------ |
| 2013年 | 《變身》     | 鐵男弟 |
| 2015年 | 《超級夥伴》 | 小樂   |

## 廣告
- 平面：蘋果日報副刊模特兒

2011年
- 小兒利薩爾
- 麥當勞<兒童餐>
- 教育部<五歲免費入學>
- 舒潔衛生紙

2012年
- 櫻花廚具
- 六福村<水樂園>
- 六福村
- 愛之味
- 7-11相遇篇
- 沙威隆
- OB網拍
- 7-11<OPEN將>
- 中山富裕<怡富建設>

2013年
- 三星平板
- 香港房地產
- 三星手機<阮經天篇>
- 麥當勞歡樂送
- 流感疫苗

2014年
- GP休閒鞋
- 益生菌
- 滿天星

2016年
- ABC好車網系列廣告

2017年
- 養樂多 小大人篇

2018年
- 二手車廣告

2019年
- 美強生A+平面&CF

2019年
- 大陸家具廣告

## MV演出
| 年份   | 曲名       | 歌手   |
| ------ | ---------- | ------ |
| 2011年 | 金魚的眼淚 | 紀佳松 |
| 2013年 | 因你而在   | 林俊傑 |
| 2013年 | 小方       | 方大同 |
| 2014年 | 蜿蜒       | 品冠   |
| 2017年 | 小瓶子     | 林俊傑 |
| 2018年 | 火焰小溪   | 林宥嘉 |

## 電視劇
| 年份   | 頻道                   | 劇名                                              | 角色           |
| ------ | ---------------------- | ------------------------------------------------- | -------------- |
| 2012年 | 台視、年代MUCH台       | 《半熟戀人》                                      | 克槐(幼年)     |
| 2012年 | 公視                   | 《小孩大人》                                      | 林昱森         |
| 2012年 | 八大綜合台             | 《終極一班2》                                     | 萬鈞(幼年)     |
| 2012年 | 三立都會台、東森綜合台 | 《剩女保鏢》                                      | 鄭維尼         |
| 2012年 | 台視、三立都會台       | 《螺絲小姐要出嫁》                                | 小朋友         |
| 2013年 | 三立都會台、東森綜合台 | 《美味的想念》                                    | 東東           |
| 2013年 | 台視、衛視中文台       | 《遇見幸福300天》                                 | 安安           |
| 2013年 | 三立都會台、東森綜合台 | 《我的自由年代》                                  | 兒子           |
| 2014年 | 公共電視台             | 公視人生劇展－《家事提案 （页面存档备份，存于）》 | 李曉光         |
| 2014年 | 公共電視台             | 《那天媽媽來看我 （页面存档备份，存于）》         | 浩浩           |
| 2014年 | 三立都會台、東森綜合台 | 《幸福兌換券》                                    | 何不凡(幼年)   |
| 2015年 | 台視                   | 《新世界》                                        | 李炫凡         |
| 2015年 | 公視                   | 公視人生劇展－《打破皮涅塔》                      | 阿宏           |
| 2015年 | 中視                   | 《鑑識英雄》                                      | 雷一鳴(幼年)   |
| 2015年 | 愛奇藝                 | 《校花的貼身高手》                                | 韓濱(幼年)     |
| 2015年 | 八大電視台             | 《明若曉溪》                                      | 牧流冰(幼年)   |
| 2015年 | 三立都會台             | 《戀愛鄰距離》                                    | 裴正希(幼年)   |
| 2015年 | 江蘇衛視               | 《檸檬初上》                                      | 花智明         |
| 2015年 | 三立都會台             | 《舞吧舞吧在一起》                                | 卜世恩         |
| 2016年 | 台視、TVBS歡樂台       | 《遺憾拼圖》                                      | 陽陽           |
| 2016年 | 公視                   | 《滾石愛情故事-最浪漫的事》                       | 丁丁           |
| 2016年 | 東森超視               | 《惡作劇之吻》                                    | 秦一諾         |
| 2017年 | 公視                   | 《通靈少女》                                      | 廖建凱         |
| 2018年 | 騰訊視頻               | 《幸福，近在咫尺》                                | 小方牧野(幼年) |
| 2018年 | 台視                   | 《前男友不是人》                                  | 小寶貝         |
| 2018年 | 台視                   | 《人際關係事務所》                                | 張亮(幼年)     |
| 2019年 | 華視、三立都會台       | 《一千個晚安》                                    | 小柏森         |
| 2019年 | 公視                   | 《生死接線員》                                    | 杭天宇         |
| 2019年 | 民視                   | 《多情城市》                                      | 劉加堯(幼年)   |
| 2021年 | 民視                   | 《日蝕遊戲》                                      | 劉可軒         |
| 2021年 | 東森戲劇台             | 《神之鄉》                                        | 夏志薰(幼年)   |
| 2021年 | 民視                   | 《黃金歲月》                                      | 高駿生(幼年)   |

## 外部連結
- 駱炫銘Lucas的Facebook專頁
- 駱炫銘Lucas的Instagram帳戶
- 駱炫銘Lucas的新浪微博
- 駱炫銘 YouTube （页面存档备份，存于）
- 駱炫銘在香港影庫上的簡介